# Högören, Raseborg
Högören är en ö i Finland. Den ligger i Finska viken och i kommunen Raseborg i den ekonomiska regionen  Raseborg i landskapet Nyland, i den södra delen av landet. Ön ligger omkring 90 kilometer väster om Helsingfors.
Öns area är 1,7 hektar och dess största längd är 240 meter i öst-västlig riktning.